# Thermes antiques de Faverges
Les thermes antiques de Faverges sont des thermes situés à Faverges-Seythenex, en France.

## Localisation
Les thermes sont situés, au lieu-dit Le Thovey de Faverges,, dans la commune de Faverges-Seythenex, dans le département français de la Haute-Savoie. La villa du Thovey et ses thermes sont installés sur la zone de contact de la pente du crêt de Chambellon. Elle se situe à 1 km au Sud-Est du vicus de Casuaria, aujourd'hui le village de Viuz sur la commune de Faverges, qui s'est développée au Ier siècle av. J.-C.
On retrouve la mention de mansio Casuaria sur l'Itinéraire d'Antonin,.

## Historique

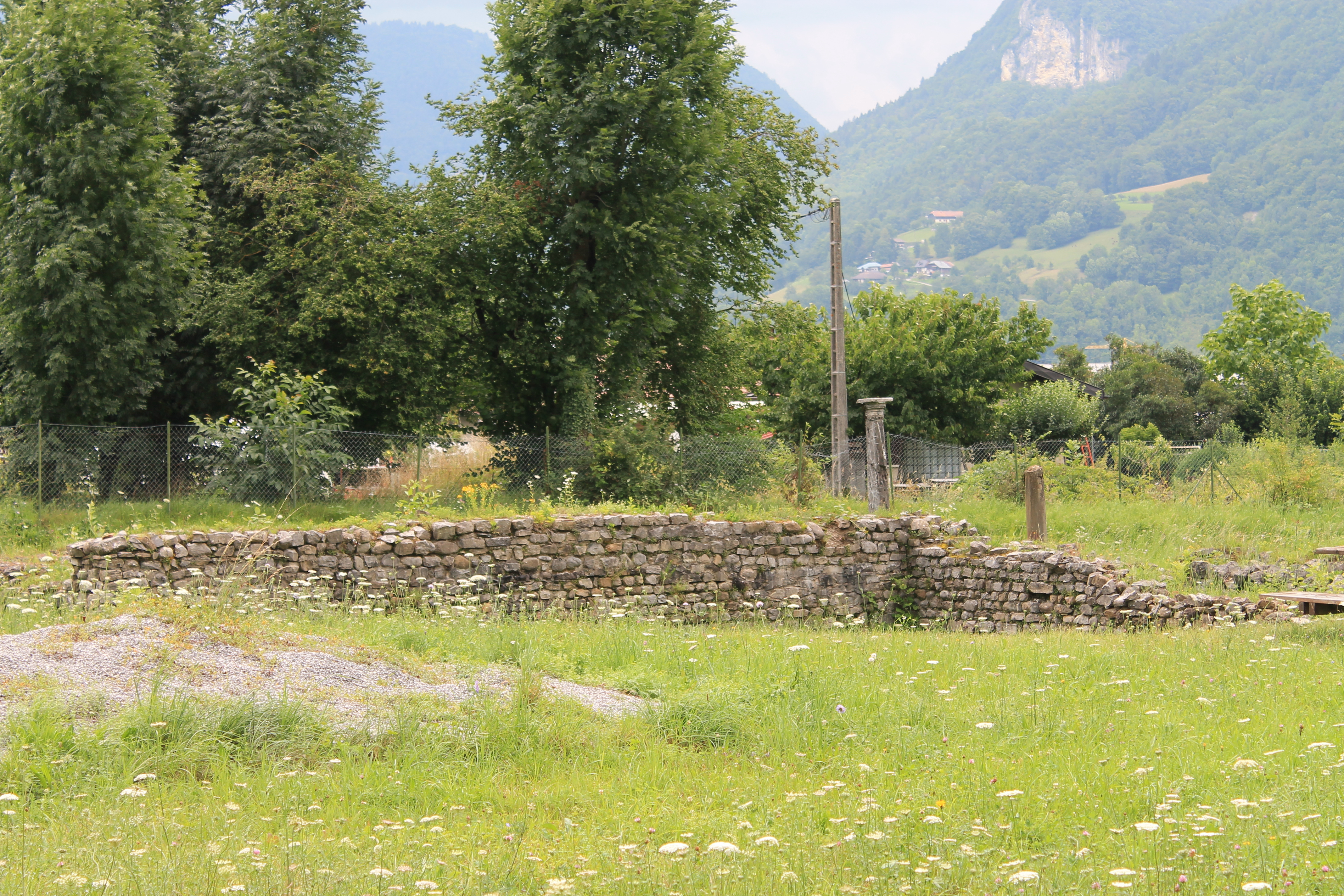
Thermes antiques

Les vestiges semblent connus au moins à partir du XIXe siècle, notamment par Charles Marteaux (1861-1956), Académie florimontane, et Marc Le Roux, conservateur du Musée d'Annecy et membre de l'Académie florimontane, auteurs d'un article « Voie romaine de Boutae à Casuaria », paru dans la Revue savoisienne en 1903, dans lequel il indique la présence de traces archéologiques « le long du chemin du Tové ». Les premiers sondages du site ont lieu entre 1973-74, avant d'une campagne de fouilles plus poussée soit mise en place en 1981. La dernière campagne date de 1999.
L'édifice est classé au titre des monuments historiques en 1992.
Les vestiges découverts recouvrent une superficie estimée à 9 000 m2.

## Description
Il s'agit d'une mansio/auberge d'étape équipée de thermes romains. 